# Amatán, Chiapas
Amatán är en ort i Mexiko.   Den ligger i kommunen Amatán och delstaten Chiapas, i den sydöstra delen av landet, 700 km öster om huvudstaden Mexico City. Amatán ligger 807 meter över havet och antalet invånare är 3 947.
Terrängen runt Amatán är bergig åt sydväst, men åt nordost är den kuperad. Runt Amatán är det ganska tätbefolkat, med 70 invånare per kvadratkilometer. Amatán är det största samhället i trakten. I omgivningarna runt Amatán växer i huvudsak städsegrön lövskog.